# De Haan
De Haan è un comune belga di 12 473 abitanti, situato nella provincia fiamminga delle Fiandre Occidentali.